# En el otro viento
En el otro viento (Título original: The other wind). Libro del género de fantasía. Fue publicado en el otoño de 2001, es la sexta novela de la saga de Terramar, de Ursula K. Le Guin. Es precedida por Tehanu, la cuarta novela de la saga, y el relato corto «Dragonvolador», del quinto libro: Cuentos de Terramar. 
La novela ganó el World Fantasy Award a mejor novela del 2002, y también fue nominado para recibir el Nébula a mejor novela ese mismo año. 

## Historia
Han transcurrido cerca de quince años desde los acontecimientos descritos en Tehanu.
El hechicero enmendador, Aliso, perdió a su esposa durante el parto y después de aquel suceso se traslada en sueños al muro de piedra que separa Terramar de la tierra de los muertos (la tierra yerma de La costa más lejana) donde se encuentra con su esposa muerta pidiéndole, con otros muertos, que los libere. 
Los sabios de Roke no saben cómo interpretar el sueño de Aliso. Azver, el Maestro de Formas, lo manda a Gont, buscando al antiguo Archimago. 
Tras analizar el sueño del hechicero, Gavilán lo envía a Havnor, para encontrarse con su hija, Tehanu, junto con tres preguntas que, según el propio Gavilán, permitirán descifrar el misterio alrededor del sueño. 
El Rey Lebannen intenta resolver problemas diplomáticos con el Supremo Rey de las Cuatro Tierras Kargas, quien ha mandado a su hija, la princesa Seserakh a buscar el Anillo de la Paz como símbolo de paz eterna entre las islas Occidentales y Orientales. 
Los dragones venidos desde el Oeste desean reclamar de vuelta las tierras que los hombres les han robado en el pasado, al romper el trato una vez pactado. 
Con la ayuda de Tehanu, Lebannen logra detener el ataque de los dragones y tratar con uno de ellos, Orm Irian.
El Rey Lebannen, Tehanu, Orm Irian, Tenar, Seserakh y los Maestros de Roke, reunidos en el Bosquecillo Inmanente, son guiados por Aliso al muro de piedra de la tierra yerma para 
restablecer el equilibrio.

## Análisis
Toma como puntos de partida: el misterioso origen de Tehanu; el final del cuento «Dragonvolador» (orig. Dragonfly); y el misterioso sueño de un hechicero remendador de calderos.
Siendo, muy probablemente, la última novela del ciclo de Terramar, En el otro viento es, de la misma forma, la culminación de una historia, la de Gavilán, comenzada en Un mago de Terramar, pero al mismo tiempo la culminación de otras historias, como la de Tenar, quien de alguna forma ya había encontrado su lugar en Tehanu, o la de la misma Tehanu. El tema central del libro es el cambio. Ya en La costa más lejana se había sondeado el tema, en especial el malestar de la gente de Terramar, malestar que se hace presente, y de qué forma, nuevamente durante la Larga Noche previa al cambio del mundo de los muertos. 